# Tunnel de Sasago
Le tunnel de Sasago (笹子トンネル, Sasago Tonneru) est un tunnel routier du Japon situé à l'ouest de Tokyo et de Sasago, dans la préfecture de Yamanashi, sur l'autoroute Chūō. D'une longueur de 4,7 kilomètres, il permet de traverser une montagne des Alpes japonaises.

## Caractéristiques
Le tunnel est composé de deux tubes comportant chacun deux voies de circulation, d'une longueur respective de 4 784 mètres en direction de Tokyo et 4 717 mètres en direction de Nagoya.

## Histoire
Le double tunnel est ouvert à la circulation en 1977.
Le 2 décembre 2012 vers 8 h (Heure normale du Japon), près de 150 panneaux de béton constituant le plafond s'effondrent dans le tube en direction de Tokyo. Ils écrasent trois véhicules, dont une camionnette transportant six personnes qui prend feu, et en bloquent plusieurs autres. L'accident provoque la mort de neuf personnes et entraîne la fermeture du tunnel jusqu'en février 2013.
Les panneaux en question font vingt centimètres d'épaisseur et pèsent 1,2 tonne chacun. L'effondrement a lieu à deux kilomètres de la sortie dans le tube en direction de Tokyo et sur une longueur de cinquante à soixante mètres. 

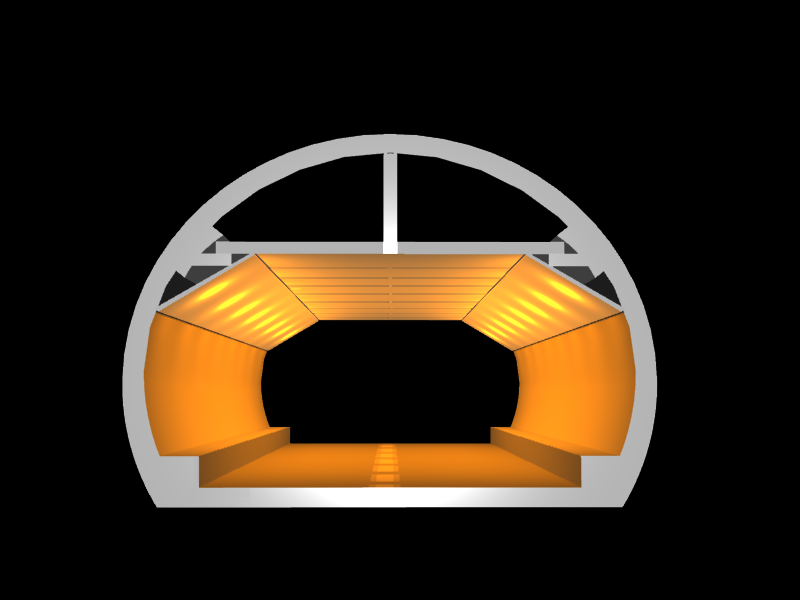
Vue en 3D d'une section intacte du tunnel.

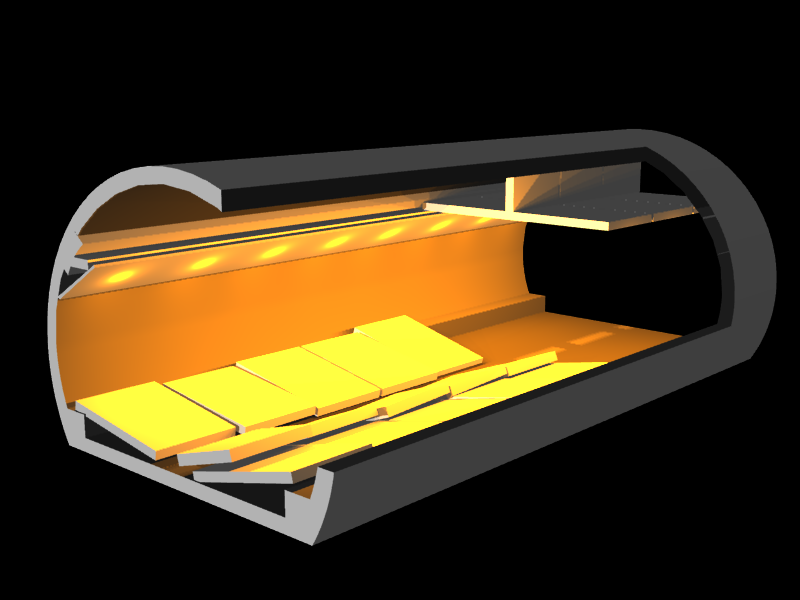
Vue en 3D d'une section du tunnel avec les panneaux du plafond effondrés.

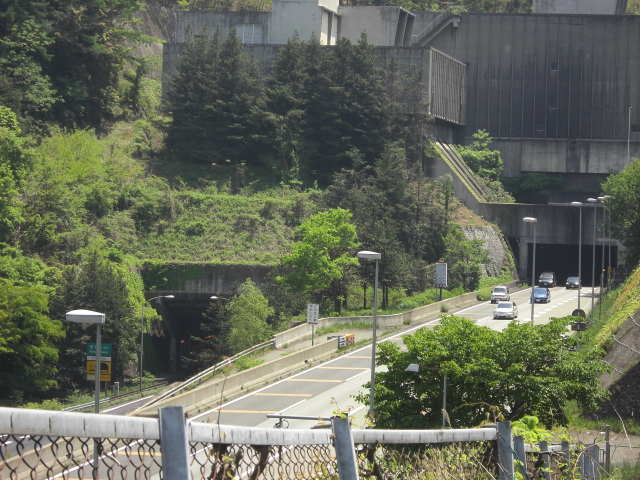
Vue des deux tubes du tunnel côté Nagoya en 2009.

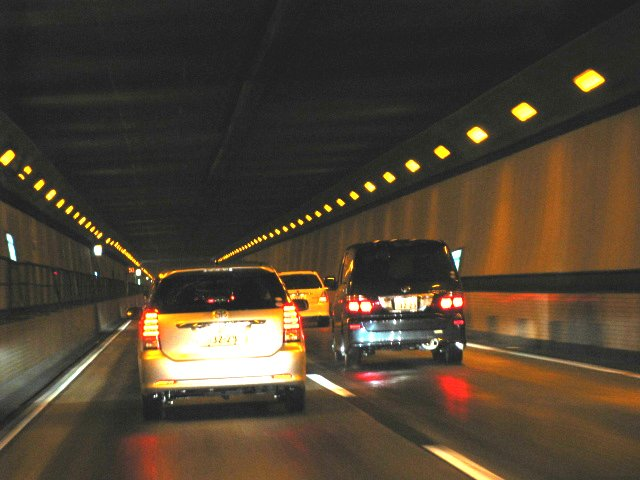
Vue de l'intérieur du tunnel en 2009.